# Рожкевич Олег Геннадійович
Олег Геннадійович Рожкевич — громадський діяч, президент Федерації змішаних єдиноборств ММА, перший віцепрезидент Об'єднання організацій роботодавців медичної та мікробіологічної промисловості України, голова Харківської міської організації роботодавців хіміко-фармацевтичної промисловості.

## Життєпис
Народився у місті Уфа, Республіки Башкортостан, в родині викладачки та енергетика 17 липня 1967 року.
Строкову військову службу відбував командиром машини в саперній бригаді на Сумщині.
У 1994 році розпочав власний бізнес у сфері фармацевтичного виробництва у Харкові.
На відмінно закінчив Харківський національний авіаційний університет за спеціальністю «економіка підприємства».

### Кар'єра
Зробив кар'єру на хімфармзаводі «Червона зірка», де працює фінансовим директором.
З  2018 року обіймає посаду першого віцепрезидента Об'єднання організацій роботодавців медичної та мікробіологічної промисловості України та голови Харківської міської організації роботодавців хіміко-фармацевтичної промисловості.
Був президентом всесвітньої федерації орієнталу в Естонії.
З 2015 року очолює федерацію ММА. За цей час збірна України з ММА піднялася до п'ятого місця у світовому рейтингу серед 110 країн. Федерація підготувала 17 майстрів спорту міжнародного класу, понад 100 майстрів спорту України та змішаних єдиноборств ММА, понад 40 призерів чемпіонатів Європи та світу, 10 чемпіонів світу та Європи зі змішаних єдиноборств ММА серед всіх вікових категорій.
За підсумками Кубку світу зі змішаних єдиноборств ММА, що пройшов у Празі у вересні 2021 року, збірна України стала найкращою у світі. Загалом збірна України виборола 6 «золотих», 7 «срібних» та 8 бронзових нагород і це найкращий результат серед усіх збірних, а це 21 країна. Загалом збірна України виборола 6 «золотих», 7 «срібних» та 8 бронзових нагород і це найкращий результат серед усіх збірних, а це 21 країна. У серпні 2021 року збірна України на Чемпіонаті світу в Софії (Болгарія) серед 12-17 років завоювала перше загальнокомандне місце (17-13-17 медалей).
У червні 2021 року виник скандал у ЗМІ через російське громадянство Олега Рожкевича. 16 червня Рожкевич тимчасово склав повноваження президента Федерації.
З 2018 року перебуває в санкційному списку РФ відповідно до Постанови Уряду Росії № 1300.

## Захоплення
Активно займається благодійністю та волонтерством.
Веде активний спосіб життя, захоплюється гірськими лижами, квадроциклами, грає на гітарі, в студентські роки успішно брав участь в КВК. Кандидат в майстри спорту з боксу.

## Родина
Виховує двох дітей.